# Santa Elena (Honduras)
Santa Elena es un municipio del departamento de La Paz en la República de Honduras.

## Toponimia
Su nombre es en honor a Elena de Constantinopla, santa de la iglesia católica.

## Límites
| Orientación | Límite                                         |
| ----------- | ---------------------------------------------- |
| Norte       | Municipio de San Marcos de la Sierra, Intibucá |
| Sur         | República de El Salvador                       |
| Este        | Municipio de Yarula, La Paz                    |
| Oeste       | Municipio de San Marcos de la Sierra, Intibucá |
| Oeste       | Municipio de Colomoncagua, Intibucá            |

Está situado al norte del Río Negro, en la frontera con El Salvador y su cabecera en la margen izquierda del Río Santa Elena.

## Historia
Santa Elena, perteneció al Municipio de Yarula.
En 1885, fueron comprados los terrenos donde está ahora.
En 1887, en el censo de población 1887 aparece como uno de los municipios que formaba el Círculo de Marcala.
En 1905 (septiembre), a mediados ocurrió un encuentro entre los vecinos de Santa Elena, y los de Arambala en El Salvador, del cual resultaron algunos muertos y heridos; fue ocasionado por la vieja cuestión de límites entre las poblaciones fronterizas. En respuesta, la Secretaría de Relaciones Exteriores de El Salvador se dirigió en el acto a la de Tegucigalpa, comunicándole lo ocurrido y encareciendo la urgencia de firmar una convención que fije la línea divisoria entre El Salvador y Honduras.

## División Política
Aldeas: 8 (2013)
Caseríos: 81 (2013)
| Código | Aldea           |
| ------ | --------------- |
| 121601 | Santa Elena     |
| 121602 | Aguanqueterique |
| 121603 | El Carrizal     |
| 121604 | Los Patios      |
| 121605 | Llano Alegre    |
| 121606 | Monte Copado    |
| 121607 | Soloara         |
| 121608 | Nahuaterique    |

## Cultura
El municipio de Santa Elena, se caracteriza por su exquisita cultura lenca, la cual se ha mantenido pese a los diversos cambios que la sociedad ha sufrido. Sus tradiciones tan peculiares se celebran conforme al calendario gregoriano, siendo tan popular el mes de mayo por su "Celebración de las flores".